# Magyarország ungvári főkonzulátusa
Magyarország ungvári főkonzulátusa (ukránul: Генеральне консульство Угорщини в м. Ужгород) Magyarország és Ukrajna kapcsolatainak egyik intézménye, az anyaország és a kárpátaljai magyarság kulturális és adminisztratív kapcsolatainak egyik központja. 1991-ben nyílt, mint a kijevi főkonzulátus filiáléja, majd 1993-ban vált önálló főkonzulátussá. A főkonzulátus Ungváron az Ung folyó partjához közel, a Pravoszláv part 12. (Православна набережна., 12.) alatt található. Vezetője 2021-től Bacskai József.

## Története
A kárpátaljai magyarság két legjelentősebb városa közül a legnagyobb a régió székhelye Ungvár (2011-ben 116 ezer lakos, közülük 8000 magyar), a legtöbb magyar azonban Beregszászon él (1990-ben 29 ezer lakos, közülük 15 ezer magyar). Ezért a két településnek kiemelt jelentősége van Magyarország számára. A Szovjetunió fennállása idején, 1969-ben azonban Kijevben nyitották meg a főkonzulátust (ma: Magyarország kijevi nagykövetsége), mondván: félúton fekszik Budapest és Moszkva között. A magyarlakta területeken konzulátus nyitására tehát volt igény, erre azonban csak a magyarországi rendszerváltást követően kerülhetett sor: 1991. augusztus 10-én (két héttel Ukrajna függetlenségének kikiáltása előtt) nyílt meg Ungváron a kijevi főkonzulátus filiáléja, melyet két évvel később, 1993. június 2-án emeltek önálló főkonzulátusi rangra. Az első főkonzulunk Monori István lett. A főkonzulátus korábban Ungváron a Viszoka utcában (Magas utca) működött, 2006-ban költözött jelenlegi helyére, a Pravoszláv partra.

## Hatásköre
A főkonzulátus konzuli kerülete a Kárpátontúli területének két járása (ungvári és munkácsi,  járások), Lvivi terület, Ivano-frankivszki terület, Csernyivci terület tartozik az ungvári konzuli kerülethez.

## Főkonzulok
- Monori István (1993–1995)
- Németh János (1995–1999)[8]
- Szakács Zoltán (1999–2003)
- Szabó Ottó (2003—2005)
- Sziklavári Vilmos (2005–2010)
- Bacskai József (2010–2015)
- Buhajla József (2015–2020)
- Bacskai József (2021-től)